# Palazzo Celsi Pollini
Palazzo Celsi Pollini, detto anche Palazzo del Vescovo, è un edificio storico di Siena situato in pian dei Mantellini 39-41, adiacente alla chiesa di San Niccolò del Carmine.

## Storia e descrizione
La sua origine risale al 1525 su progetto del celebre architetto Baldassarre Peruzzi ed è una tipica testimonianza di manierismo senese; nel settecento inoltre è stato oggetto di ristrutturazione e ampliamento con l'aggiunta dell'ultima campata. Al suo interno sono conservati affreschi attribuiti alla bottega di Bartolomeo Neroni detto il "Riccio", come la Lapidazione dei Vecchioni accusatori della casta Susanna e la Clemenza di Scipione che restituisce la sposa a Allucio. La struttura oggi ospita abitazioni private e pertanto ne è prevista la visita solo dall'esterno.